# Saison 11 d'Esprits criminels
Chronologie
Saison 10 Saison 12
Cet article présente les épisodes de la onzième saison de la série télévisée américaine Esprits criminels (Criminal Minds).

## Synopsis
Le département des sciences du comportement (BAU, Behavioral Analysis Unit en VO), situé à Quantico en Virginie, est une division du FBI. La série suit une équipe de profileurs, dirigée par l'agent Aaron Hotchner et amenée à se déplacer dans l'ensemble des États-Unis (et ailleurs), chargée d'enquêter localement sur les criminels et les tueurs en série. Chacun de ses agents a sa spécialité et sa personnalité, ce qui les rend complémentaires.

## Distribution

### Acteurs principaux
- Thomas Gibson (VF : Julien Kramer) : agent spécial superviseur Aaron « Hotch » Hotchner, chef d'équipe
- Joe Mantegna (VF : Hervé Jolly) : agent spécial David Rossi
- Shemar Moore (VF : David Krüger) : agent spécial Derek Morgan (jusqu'à l'épisode 18)
- Matthew Gray Gubler (VF : Taric Mehani) : agent spécial Spencer Reid (19 épisodes)
- Andrea Joy Cook (VF : Véronique Picciotto) : agent spécial Jennifer « J. J. » Jareau[2] (17 épisodes)
- Kirsten Vangsness (VF : Laëtitia Lefebvre) : Penelope Garcia, analyste et agent de liaison
- Aisha Tyler (VF : Anne O'Dolan) : Dr Tara Lewis, psychologue spécialisée dans la psychologie judiciaire (18 épisodes)

### Acteurs récurrents
- Nicholas Brendon (VF : Mark Lesser) : Kevin Lynch
- Josh Stewart (VF : Thierry Wermuth) : William LaMontagne, Jr.
- Rochelle Aytes (VF : Sophie Riffont) : Savannah Hayes

### Invités
- Marisol Nichols (VF : Claire Guyot) : l'agent du FBI Natalie Colfax (épisodes 2 et 15)
- Tim Kang (VF : Stéphane Pouplard) : Charlie Senarak (épisode 2)
- Ashley Fink : Dana Seavers (épisode 3)
- Laura Breckenridge : Nicole Seavers (épisode 3)
- David Paetkau : Ryan Becker (épisode 3)
- Emily Rios : Tammy May Vasquez (épisode 4)
- Joel Gretsch (VF : Arnaud Arbessier) : le shérif Paul Desario (épisode 6)
- Amber Stevens : Joy, la fille de Rossi (épisode 7)
- Todd Lowe (VF : Mathieu Buscatto) : William Taylor (épisode 8)
- Vaughn Armstrong : Ben Kebler (épisode 10)
- Veronica Cartwright : Flora Martin (épisode 10)
- Aubrey Plaza (VF : Alice Taurand) : Cat Adams (épisode 11)
- Daniel Roebuck : Michael Clark Thompson (épisode 14)
- Carmine Giovinazzo (VF : Sébastien Desjours) : Andrew Meeks (épisode 15)
- Danny Glover (VF : Med Hondo) : Hank Morgan, le père de Derek (épisode 16)
- Jonathan Cake (VF : Guillaume Orsat) : John Bradley
- Charles Mesure (VF : Paul Borne) : Edgar Solomon (épisode 16)
- Lance Henriksen (VF : Georges Claisse) : Chazz Montolo (épisode 18)
- Paget Brewster (VF : Marie Zidi) : Emily Prentiss (épisode 19)
- Frances Fisher : Antonia Slade[3] (épisodes 21 et 22)
- Patrick Bristow : Asher Douglas (épisode 22)

## Production

### Développement
Le 11 mai 2015, CBS a renouvelé la série pour une onzième saison.

### Casting
En juin 2015, avec le départ de Jennifer Love Hewitt et le congé d'Andrea Joy Cook, toutes deux pour leurs grossesses, une nouvelle actrice intègre le casting, il s'agit d'Aisha Tyler dans le rôle de l'agent spécial et Dr Tara Lewis, psychologue médico-légale. Andrea Joy Cook fera son retour pour le milieu de la saison,.
Entre juillet et août 2015, Marisol Nichols,, Tim Kang, Ashley Fink et Chris Colfer ont obtenu un rôle d'invité le temps d'un épisode lors de cette saison.
En décembre 2015, l'actrice Aubrey Plaza apparaîtra le temps d'un épisode, lors de l'épisode 11 de cette saison dans le rôle de Cat Adams.
En janvier 2016, Marisol Nichols, apparu précédemment dans l'épisode 2 fera son retour dans le milieu de la saison et reprendra son rôle de l'agent Natalie Colfax lors de l'épisode 15 et Danny Glover interprétera le rôle du père de Derek Morgan lors de l'épisode 16 de cette saison.
En février 2016, Carmine Giovinazzo a obtenu le rôle d'Andrew Meeks, un formateur du FBI, le temps de l'épisode 15 de cette saison et Paget Brewster sera de retour pour reprendre son rôle de l'agent Emily Prentiss le temps d'un épisode diffusé au printemps 2016.
En mars 2016, Shemar Moore (Derek Morgan), après onze saisons annonce son départ de la série. Il explique aussi qu'initialement, il souhaitait partir après la dixième saison, son contrat prenant fin au même moment. Toutefois, ne souhaitant pas faire disparaître brusquement son personnage, il a fait le choix de prolonger afin de conclure son histoire.

### Diffusion
Aux États-Unis et au Canada, la saison est diffusée en simultané à partir du 30 septembre 2015 sur CBS et sur CTV.

## Liste des épisodes

### Épisode 1:Sans un mot
- États-Unis /  Canada : 30 septembre 2015 sur CBS[18] / CTV
- France : 16 décembre 2015 sur TF1[19]
- Belgique : 2 mars 2016 sur RTL-TVI[20]

- États-Unis : 10,07 millions de téléspectateurs[21] (première diffusion)
- Canada : 2,35 millions de téléspectateurs[22] (première diffusion + différé 7 jours)
- France : 6,54 millions de téléspectateurs[23] (première diffusion)

- Brian Appel (agent Anderson)
- Jacqueline Pinol (Dr Judith Mertz)
- Robert Neary (Giuseppe Montolo)
- José Zúñiga (Al Eisenmund)
- Jamie Tompkins (Betty Wilson)
- Josh Coxx (Captain Phil Wilson)
- John Marshall Jones (Detective Mike Warner)
- Joe Pistone (Detective Dustin Paddock)
- Noelle Toland (Junkie)
- J. P. Giuliotti (Brian Taylor)
- Mary T. Sala (l'infirmière)
- Crispin Alapag (Workman)

- D'introduction : « Le plaisir dans le travail met la perfection dans le travail. » d'Aristote.
- De conclusion : « Le courage, c'est affronter la pression avec grâce. » d'Ernest Hemingway.

### Épisode 2:Un témoin très gênant
- États-Unis /  Canada : 7 octobre 2015 sur CBS / CTV
- Belgique : 2 mars 2016 sur RTL-TVI[24]
- France : 11 juillet 2016 sur TF1

- États-Unis : 9,08 millions de téléspectateurs[25] (première diffusion)
- Canada : 2,3 millions de téléspectateurs[26] (première diffusion + différé 7 jours)
- France : 4,84 millions de téléspectateurs[27] (première diffusion)

- Stephen Kilcullen (Mitchell Crossford)
- Marisol Nichols (agent Natalie Colfax)
- Tim Kang (Charlie Senarak)
- Delpaneaux Wills (agent Darryl Young)
- Samantha Sloyan (Tracy Senarak)
- Saylor Bell (Jolene Senarak)
- Cuyle Carvin (Theo Koutranis)
- Albert P. Santos (un homme d'affaires)
- Heath McGough (Counter Employee)
- Melody Peng (Leanne Bookout)
- Mark Semos (FPS Leader)
- Crispin Alapag (Workman)

- D'introduction : « C'est au moment où vous prenez votre décision que vous déterminez votre avenir. » de Tony Robbins.
- De conclusion : « Le monde est imprévisible. Les événements s'y produisent soudainement, sans crier gare. Nous aimons sentir que nous détenons le contrôle de notre existence, ce qui est vrai dans certains cas, mais pas dans d'autres. Nous sommes régis par les forces du hasard et des coïncidences. » de Paul Auster.

### Épisode 3:Le Fiancé imaginaire
- États-Unis /  Canada : 14 octobre 2015 sur CBS / CTV
- Belgique : 9 mars 2016 sur RTL-TVI[28]
- France : 22 mars 2016 sur TF1[29]

- États-Unis : 9,08 millions de téléspectateurs[30] (première diffusion)
- Canada : 2,03 millions de téléspectateurs[31] (première diffusion + différé 7 jours)
- France : 5,71 millions de téléspectateurs[32] (première diffusion)

- Ashley Fink (Dana Seavers)
- Laura Breckenridge (Nicole Seavers)
- David Paetkau (Ryan Becker)
- Derek Morgan (capitaine Beau Hallendale)
- Michael Irvin (NFL Player)
- Andrea Bordeaux (Kelly Goodwin)
- Lily Berlina (Madison Mills)
- Aaron Gaffey (Karl Ulrich)
- Sheila Cutchlow (M.E. Juliette Raynard)
- Maxie Santillan Jr. (Homeless Man)
- Mancow Muller (D. J.)

- D'introduction : « Et ne pensez pas que vous pouvez infléchir le cours de l'amour. Car l'amour, s'il vous en trouve digne, dirige votre cours. » de Khalil Gibran.
- De conclusion : « Ce que croit ma raison, quoi qu'il puisse arriver, et ce que sent mon cœur en sa douleur amère, c'est que mieux vaut l'amour suivi d'un deuil austère que la paix de celui qui ne sut pas aimer. » d'Alfred Tennyson.

- La musique qui clôt l'épisode est I'm Gone Mama de Jim Murphy and The Accents.
- Bien que créditée, Andrea Joy Cook n'apparait pas dans cet épisode.

### Épisode 4:Similitudes suspectes
- États-Unis /  Canada : 21 octobre 2015 sur CBS / CTV
- Belgique : 9 mars 2016 sur RTL-TVI[33]
- France : 12 septembre 2016 sur TF1

- États-Unis : 8,47 millions de téléspectateurs[34] (première diffusion)
- Canada : 2,08 millions de téléspectateurs[35] (première diffusion + différé 7 jours)
- France : 4,81 millions de téléspectateurs[36] (première diffusion)

- Stephen Monroe Taylor (Lester Turner)
- Jesse Luken (William Duke Mason)
- Benito Martinez (le chef Raul Montoya)
- Grainger Hines (Brooks Tanner)
- Mauricio Mendoza (Oscar Acosta)
- Rebekah Salgado (Nadine Acosta)
- Tony Colitti (Dr Reuben Jenkins)
- Emily Rios (Tammy May Vasquez)
- Jackson Robert Scott (Cole Vasquez)
- Doug Cox (Randall McAdams)
- Blake Heron (Benjamin Wade)
- Robert Garcia (Clerk)
- Emanuel Loarca (le père)
- Monica Garcia (Ruth Vasquez)
- Alaska Reid (Eva Montoya)
- Danube R. Hermosillo (Renee Acosta)
- Andrew Matarazzo (Eddie Butler)
- O. C. Rodriguez (Jose Rivera)

- D'introduction : « Tous les péchés ont tendance à créer l'addiction, et le point final d'une addiction est la damnation. » de W. H. Auden.

### Épisode 5:La Vengeance à l'œuvre
- États-Unis /  Canada : 28 octobre 2015 sur CBS / CTV
- Belgique : 16 mars 2016 sur RTL-TVI
- France : 22 août 2016 sur TF1

- États-Unis : 7,64 millions de téléspectateurs[37] (première diffusion)
- Canada : 2,238 millions de téléspectateurs[38] (première diffusion + différé 7 jours)
- France : 4,2 millions de téléspectateurs[39] (première diffusion)

- Johnny Sneed (William Cochran)
- Marina Benedict (Ellen Clark)
- Tom Wright (en) (le chef Palmer)
- Mark Meir (Stuart Wallace)
- Michelle Lawrence (Katherine Wallace)
- Rob Kirkland (Doug Fuller)
- Phillip Andre Botello (Markus Ivey)
- David L. M. McIntyre (Leonard Ennis)
- Darryl Reeves (Russell Pearson)

- D'introduction : « Les fantômes ont été créés quand le premier homme s'éveilla dans la nuit. » de J. M. Barrie.
- De conclusion : « Il pousse plus de choses dans un jardin que n'en sème le jardinier. » (Proverbe espagnol)

- Bien que créditée, Andrea Joy Cook n'apparait pas dans cet épisode.
- C'est la première fois que l'audience de la série passe en dessous des 8 millions de téléspectateurs.

### Épisode 6:La Ville des exclus
- États-Unis /  Canada : 4 novembre 2015 sur CBS / CTV
- Belgique : 16 mars 2016 sur RTL-TVI
- France : 19 septembre 2016 sur TF1

- États-Unis : 7,79 millions de téléspectateurs[40] (première diffusion)
- Canada : 2,054 millions de téléspectateurs[41] (première diffusion + différé 7 jours)
- France : 5,1 millions de téléspectateurs[42] (première diffusion)

- Noah Crawford (Matt Franks)
- Joel Gretsch (shérif Paul Desario)
- Taylor Spreitler (Riley Desario)
- Jakob Salvati (Danny Desario)
- Kurt Scholler (Randy Nelson)
- Jon Knapp (Kyle Lincoln)
- Will Babbitt (Trevor Farson)
- Sydney Mikayla (Maggie Crewswick)
- Ruben Garfias (Reverend Jorge Santos)
- Carole Gutierrez (M. E. Jacoby)
- Nolan Martin Bateman (Adam Jenkins)
- Aubrey Cleland (Victoria Taylor)
- Lawrence Mandley (Steve Halvert)
- Derrick Redford (Nick Baleman)
- Mark Chaet (Ira Stein)

- D'introduction : « Je jure que mon plus grand souhait est d'être guéri, je veux être semblable aux autres hommes, et plus ce paria que tout le monde fuit. » d'E.M. Forster.
- De conclusion : « Rester indifférent aux défis qui nous font face est indéfendable. Si l'objectif est noble, qu'il soit atteint ou non au cours de notre existence n'a que peu d'importance. Par conséquent, il nous faut lutter, persévérer et ne jamais renoncer. » du 14e Dalai Lama.

### Épisode 7:L'Objet du désir
- États-Unis /  Canada : 11 novembre 2015 sur CBS / CTV
- Belgique : 30 mars 2016 sur RTL-TVI
- France : 29 août 2016 sur TF1

- États-Unis : 8,51 millions de téléspectateurs[43] (première diffusion)
- Canada : 2,16 millions de téléspectateurs[44] (première diffusion + différé 7 jours)
- France : 4,82 millions de téléspectateurs[45] (première diffusion)

- Amber Stevens (Joy Struthers)
- Robert Neary (Giuseppe Montolo)
- Leif Steinert (Tom Larson)
- Lea Coco (Sam Burnett)
- Tasie Lawrence (Bahni Desai)
- Jess Gabor (Paddy Morris)
- Sameera Eligeti (Aasia Desai)
- Robert L. Hughes (Paul Larson)
- Stephen Hershey (Peter Booth)
- Kyra Locke (le journaliste)
- Jordan Hendricks (Nerd #1)

L'équipe fête le retour de J. J., quand Joy appelle son père, Rossi : en faisant des recherches pour un article, elle a reconnu un schéma entre différents enlèvements d'étudiantes sur leur campus et une nouvelle fille vient de disparaître. Hotchner demande de s'assurer qu'il y a bien un dossier à monter pour qu'ils interviennent.
- D'introduction : « Nous sommes tous des requins tournant en rond, en attendant que des gouttes de sang apparaissent dans l'eau. » d'Alan Clark.
- De conclusion : « Pour un père, il n'est rien de plus doux qu'une fille. » d'Euripide.

### Épisode 8:Cauchemar éveillé
- États-Unis /  Canada : 18 novembre 2015 sur CBS / CTV
- Belgique : 30 mars 2016 sur RTL-TVI
- France : 5 septembre 2016 sur TF1

- États-Unis : 8,14 millions de téléspectateurs[46] (première diffusion)
- Canada : 2,168 millions de téléspectateurs[47] (première diffusion + différé 7 jours)
- France : 4,91 millions de téléspectateurs[48] (première diffusion)

- Todd Lowe (William Taylor)
- William Langan (Lance Coleman)
- Gloria Votsis (agent Debbie Webster)
- Sandy Bainum (Karen Coleman)
- Leah Garland (Dr Pat Lewis)
- Tommy Dickie (Manager)
- Lexy Kolker (Tatiana)
- James Morosini (David Whitfield)
- Troy Jones (Skull Tattoo Man)
- Danette Wilson (la femme)
- Akira Akbar (la fille)

- D’introduction : « Vous pouvez m'enchaîner, me torturer, ou même détruire mon corps, vous n'emprisonnerez jamais mon esprit. » de Mahatma Gandhi.
- De conclusion : « La culpabilité est la compagne la plus douloureuse de la mort. » de Coco Chanel.

### Épisode 9:L’Ennemi de l’intérieur
- États-Unis /  Canada : 2 décembre 2015 sur CBS / CTV
- Belgique : 6 avril 2016 sur RTL-TVI
- France : 5 septembre 2016 sur TF1

- États-Unis : 8,75 millions de téléspectateurs[49] (première diffusion)
- Canada : 2,03 millions de téléspectateurs[50] (première diffusion + différé 7 jours)
- France : 4,08 millions de téléspectateurs[48] (première diffusion)

- Andrew Borba (Tony Axelrod)
- Richie Stephens (Jacob Dufour)
- Tom Everett (Brian Cochran)
- Rick Ravanello (Bernard Graff)
- Jorge-Luis Pallo (agent Matt Lopez)
- Elizabeth Grullon (agent Adrienne Mitchell)
- Shalaina Castle (Sarah Miles)
- Erin Cardillo (Jillian Carter)
- Travis Myers (Bartender)
- Lyn Mahler (M. E. Talia Rice)
- Orson Chaplin (John Portman)
- Eugene Young (Simon Kahn)
- Thomas Bell (le garde de la sécurité)

- D'introduction : « L'ennemi est à nos portes. C'est contre notre propre opulence, notre propre folie, et notre propre criminalité que nous devons lutter. » de Cicéron.

- La chanson qui clôt l'épisode, lorsque Hotch et Garcia se mettent à cuisiner, est I'll Be  By Your Side de Cathy Heller.
- Bien que crédité, Matthew Gray Gubler n'apparait pas dans cet épisode.

### Épisode 10:La Vie éternelle
- États-Unis /  Canada : 9 décembre 2015 sur CBS / CTV
- Belgique : 6 avril 2016 sur RTL-TVI
- France : 17 octobre 2016 sur TF1

- États-Unis : 9,27 millions de téléspectateurs[51] (première diffusion)
- Canada : 2,106 millions de téléspectateurs[52] (première diffusion + différé 7 jours)
- France : 4,53 millions de téléspectateurs[53] (première diffusion)

- Matt Burns (Robert Boles)
- Mike Dazé (Bryan Davis)
- Augie Duke (Jill Simmons)
- Mia Topalian (Andrea Gambrell)
- Pamela Shaddock (le sergent Carol Gridley)
- Bruce Barton (M. E. Kevin Gaylen)
- Peter Elbling (Harold McDermott)
- Vaughn Armstrong (Ben Kebler)
- Nancy Linehan Charles (Eileen Kebler)
- Jill Remez (Dr Laura Braga)
- Alisa Torres (Diane Haller)
- Tate Birchmore (Boles jeune)
- Ed Ford, Jr. (le vieil homme)

- D'introduction : « La pendule parlait fort, je l'ai jetée par terre. Ce qu'elle disait me faisait peur. » de Tillie Olsen.
- De conclusion : « La première condition de l'immortalité, c'est la mort. » de Stanisław Jerzy Lec.

### Épisode 11:Fin de partie
- États-Unis /  Canada : 13 janvier 2016 sur CBS / CTV
- Belgique : 13 avril 2016 sur RTL-TVI
- France : 24 octobre 2016 sur TF1

- États-Unis : 9,33 millions de téléspectateurs[54] (première diffusion)
- Canada : 2,398 millions de téléspectateurs[55] (première diffusion + différé 7 jours)
- France : 4,81 millions de téléspectateurs[56] (première diffusion)

- Aubrey Plaza (Cat Adams)
- Erich Riegelmann (Barry Winslow)
- V. J. Foster (Daniel Adams)
- Victor J. Ho (le chimiste)
- Kai Stein (le jeune garçon)
- Pete Freeland (l'avocat)
- Finn Carr (Reid, jeune)

- D'introduction : Aucune.
- De conclusion : « L'augmentation constante de l'entropie est la loi fondamentale de l'univers. Il est donc logique que la loi fondamentale de la vie consiste à lutter contre l'entropie. » de Václav Havel.

### Épisode 12:Destination mortelle
- États-Unis /  Canada : 20 janvier 2016 sur CBS / CTV
- Belgique : 13 avril 2016 sur RTL-TVI
- France : 26 septembre 2016 sur TF1

- États-Unis : 9,25 millions de téléspectateurs[57] (première diffusion)
- Canada : 2,347 millions de téléspectateurs[58] (première diffusion + différé 7 jours)
- France : 4,84 millions de téléspectateurs[59] (première diffusion)

- Eric Nenninger (James O'Neill)
- Jenna Willis (Amy Gibb)
- Leslie Murphy (inspecteur Connie Lawlor)
- Melissa Ciesla (M. E. Janet Foster)
- Joseph Callari (Arthur Gibb)
- Paolo Andino (Anthony Simmons)
- David Lim (CEO Kevin Bruner)
- Kavi Ladnier (Elaine Simmons)
- Frederick Dawson (Curtis Price)
- Rick Steadman (le principal Brendan Burke)
- Maverick Thompson (James, jeune)
- Matt Odachowski (le journaliste)
- Dorcas Tejada (la journaliste)

- D'introduction : « Enseigner à une personne les choses de l'esprit en omettant la morale n'aboutira qu'à en faire une menace envers la société. » de Theodore Roosevelt.
- De conclusion : « Le plus grand moment dans la vie d'un homme, c'est celui où il s'agenouille dans la poussière et confesse ses péchés. » d'Oscar Wilde.

### Épisode 13:L'Influence d'une mère
- États-Unis /  Canada : 27 janvier 2016 sur CBS / CTV
- Belgique : 2 août 2016 sur RTL-TVI
- France : 3 octobre 2016 sur TF1

- États-Unis : 9,22 millions de téléspectateurs[60] (première diffusion)
- Canada : 2,137 millions de téléspectateurs[61] (première diffusion + différé 7 jours)
- France : 4,76 millions de téléspectateurs[62] (première diffusion)

- Wilson Bethel (Randy Jacobs)
- Veronica Cartwright (Flora Martin)
- Sal Neslusan (Chloe Andrews)
- Timothy Ryan Cole (agent William Waters)
- Maurice Hall (Dr Ivan Smith)
- JF Davis (John Westchester)
- Regina McKee Redwing (Linda Calvary)
- Jon Jacobs (Frank Myers)
- Neil Barton (l'officier)
- Jesse D. Arrow (le chauffeur de camion)
- Lindsey Marie Wilson (Flora, jeune)
- Benjamin Dean Plessala (Randy, jeune)

- D'introduction : « Le cœur d'une mère est un abîme au fond duquel se trouve toujours un pardon. » d'Honoré de Balzac.
- De conclusion : « L'influence d'une mère dans la vie de ses enfants est incommensurable. » de James E. Faust (en).

### Épisode 14:Un havre de paix
- États-Unis /  Canada : 10 février 2016 sur CBS / CTV
- Belgique : 9 août 2016 sur RTL-TVI
- France : 12 octobre 2016 sur TF1

- États-Unis : 8,97 millions de téléspectateurs[63] (première diffusion)
- Canada : 2,119 millions de téléspectateurs[64] (première diffusion + différé 7 jours)
- France : 5,09 millions de téléspectateurs[65] (première diffusion)

- Daniel Roebuck (Michael Clark Thompson)
- Amelia Rose Blaire (Violet / Amelia Hawthorne)
- Rebekah Kennedy (Gina Bryant)
- Pearl Dickson (Sheila Woods)
- Adam Lazarre-White (Dr Givens)
- Arden Richardson (Gina à 8 ans)
- Jessica Treska (Gina à 12 ans)
- Isabella Cuda (Sheila jeune)
- Delaina Mitchell (Eileen Woods)
- Mackenzie Aladjem (Lily)
- Talyan Wright (Jasmine)
- Kevin Brief (George Hawthorne)
- Jacqueline Hahn (Maureen Hawthorne)
- Lily Rose Sanfelippo (Violet/Amelia jeune)

- D'introduction : « Dans la volonté tu te perds, en elle tu te retrouves, la volonté qui te libère, te lie et t'enchaîne. » d'Angelus Silesius.
- De conclusion : « Prendre sa revanche est un acte de passion, se venger un acte de justice. » de Samuel Johnson.

### Épisode 15:Souffle coupé
- États-Unis /  Canada : 24 février 2016 sur CBS / CTV
- Belgique : 16 août 2016 sur RTL-TVI
- France : 2 novembre 2016 sur TF1

- États-Unis : 8,64 millions de téléspectateurs[66] (première diffusion)
- Canada : 2,215 millions de téléspectateurs[67] (première diffusion + différé 7 jours)
- France : 5,07 millions de téléspectateurs[68] (première diffusion)

- Marisol Nichols (agent Natalie Colfax)
- Carmine Giovinazzo (Andrew Meeks)
- Kelli Stokes (Patricia Brannon)
- Eric Ramey (Dr Samuel Bayo (M.E.))
- Teisa Sekona (Mary Lenahan)
- Steve Alderfer (Brian Lenahan)
- Ellen Karsten (Susan Groves)
- Andrew Oliveri (Watch Officer)
- Andy T. Tran (Detective Bob Oliver)
- Charles Maceo (officier Jim Gray)
- Stacey Danger (Female Driver)
- Charles S. Frank (Guy)
- Khalid Ghajji (Passerby (Henchman #2)

- D'introduction : « L'obscurité ment toujours. » d'Anthony Liccione.
- De conclusion : « On comprend ce qu'est le pouvoir lorsqu'on tient la peur de quelqu'un entre ses mains et qu'on la lui montre. » d'Amy Tan.

### Épisode 16:Derek
- États-Unis /  Canada : 2 mars 2016 sur CBS / CTV
- Belgique : 23 août 2016 sur RTL-TVI
- France : 9 novembre 2016 sur TF1

- États-Unis : 9,32 millions de téléspectateurs[69] (première diffusion)
- Canada : 2,405 millions de téléspectateurs[70] (première diffusion + différé 7 jours)
- France : 5,61 millions de téléspectateurs[71] (première diffusion)

- Danny Glover (Hank Morgan)
- Tyree Brown (Derek à 10 ans)
- Amarr Wooten (Derek à 15 ans)
- Jonathan Cake (John Bradley)
- Byron Marc Newsome (Hank Morgan jeune)
- Faithe Herman (Morgan Kid #1)
- Kaleo Elam (Morgan Kid #2)
- Charles Mesure (Edgar Solomon)
- Charles S. Frank (Henchman #1)
- Khalid Ghajji (Passerby (Henchman #2)

### Épisode 17:Le Marchand de sable
- États-Unis /  Canada : 16 mars 2016 sur CBS / CTV
- Belgique : 30 août 2016 sur RTL-TVI
- France : 16 novembre 2016 sur TF1

- États-Unis : 9,8 millions de téléspectateurs[72] (première diffusion)
- Canada : 2,245 millions de téléspectateurs[73] (première diffusion + différé 7 jours)
- France : 5,12 millions de téléspectateurs[74] (première diffusion)

- Reston Williams (Patrick Sorenson)
- Lucy Walsh (sergent Natalie Whitfield)
- Elizabeth Bogush (Ellie Zumwalt)
- Christa Beth Campbell (Josie Zumwalt)
- Kurt Meyer (Luke Zumwalt)
- Lauren Rubin (Lyla Brewer)
- Cannon Mosteller (Ronnie Brewer)
- Jack McGraw (Patrick Sorenson enfant)
- Staci Lawrence (Betty Sorenson)
- Cornell Womack (M. E. Cranston)
- Willie J. Williams (Willie J. Williams)
- Ron Coleman (Ron Coleman)
- Joe Walsh (un joueur de poker)
- Smokey (un joueur de poker)
- Paul Roache (un employé de la morgue)

- D'introduction : « Les parents sont des os sur lesquels les enfants font leurs dents. » de Peter Ustinov.
- De conclusion : « J'ai de la chance d'être en bonne santé après tout ce que j'ai traversé. La vie m'a épargné jusqu'à présent. » de Joe Walsh.

### Épisode 18:La Fin d'une histoire
- États-Unis /  Canada : 23 mars 2016 sur CBS / CTV
- Belgique : 6 septembre 2016 sur RTL-TVI
- France : 23 novembre 2016 sur TF1

- États-Unis : 10,94 millions de téléspectateurs[75] (première diffusion)
- Canada : 2,68 millions de téléspectateurs[76] (première diffusion + différé 7 jours)
- France : 5,5 millions de téléspectateurs[77] (première diffusion)

- Lance Henriksen (Chazz Montolo)
- Page Leong (Dr Kiyomura)
- Ana Dela Cruz (infirmière West)
- Fran De Leon (infirmière Marconi)
- Gina Garcia Sharp (agent Gina Sharp)
- Mia Hunt (infirmière Alston)
- Jennifer Weston (infirmière Jen)

- D'introduction :
- De conclusion : « Comme le disait une bonne amie à moi, la fin d'une histoire est aussi le commencement d'une autre. La seule chose, c'est qu'on l'ignore à ce moment-là. J'aimerais croire que c'est vrai. » dite par Derek Morgan.

### Épisode 19:L'Imitateur
- États-Unis /  Canada : 30 mars 2016 sur CBS / CTV
- Belgique : 6 septembre 2016 sur RTL-TVI
- France : 30 novembre 2016 sur TF1

- États-Unis : 9,17 millions de téléspectateurs[78] (première diffusion)
- Canada : 2,4 millions de téléspectateurs[79] (première diffusion + différé 7 jours)
- France : 5,12 millions de téléspectateurs[80] (première diffusion)

- Paget Brewster (Emily Prentiss)
- Ryan Caldwell (Michael Lee Peterson)
- J. Teddy Garcia (inspecteur Rawlings)
- Dan Martin (inspecteur McLeary)
- Mark Rhino Smith (Mark)
- Nia Kauffman (Louise Hulland)
- Yani Marin (Monica DeJesus)
- Carlye Tamaren (Megan Ross)
- Hanani Taylor (Charlotte)
- Jenn An (Kasey)
- Racheal Seymour (sergent Hernandez)
- Karen Weza (la mère)
- Aaron Fernando (le garçon)

- D’introduction : « L’originalité n'est rien qu’une judicieuse imitation. » de Voltaire.
- De conclusion : « Je préfère marcher avec un ami dans l’obscurité, que seule dans la lumière. » d'Helen Keller.

### Épisode 20:Un amour inconditionnel
- États-Unis /  Canada : 13 avril 2016 sur CBS / CTV
- Belgique : 12 septembre 2016 sur RTL-TVI
- France : 7 décembre 2016 sur TF1

- États-Unis : 8,81 millions de téléspectateurs[81] (première diffusion)
- Canada : 2,44 millions de téléspectateurs[82] (première diffusion + différé 7 jours)
- France : 5,44 millions de téléspectateurs[83] (première diffusion)

- Devon Gummersall (Joseph Berzon)
- Katie Fountain (Danielle Steinhardt)
- Marlon Young (inspecteur Jon Roberts)
- Darrel Cherney (Nat Daniels)
- Sheryl Lee Ralph (Hayden Montgomery)
- Carla Betz (Angie Katz)
- Jaiden Alexander McLeod (Kai Struthers)
- Tudor Munteanu (Isaac Henry)
- Rebecca Metz (Dr Sandra Lee)
- Rachel S. Lockhart (Sarah Sherwood)
- Dylan Bronte (Ian Steinhardt)
- Dan J. Johnson (Shawn Struthers)
- Roberto Montesinos (le voisin)
- Seth Coltan (l'homme formidable du bâtiment)

- D'introduction : « J'imagine qu’une des raisons pour lesquelles les gens s'accrochent à leur haine avec tellement d’obstination est qu'ils sentent qu'une fois la haine partie, ils devront affronter leurs souffrances. » de James Baldwin.
- De conclusion : « Quand l'amour grandit en toi, la beauté fait de même. Car l'amour est la beauté de l'âme. » de Saint-Augustin.

### Épisode 21:Un élève discipliné
- États-Unis /  Canada : 20 avril 2016 sur CBS / CTV
- Belgique : 12 septembre 2016 sur RTL-TVI
- France : 14 décembre 2016 sur TF1

- États-Unis : 9,14 millions de téléspectateurs[84] (première diffusion)
- Canada : 2,36 millions de téléspectateurs[85] (première diffusion + différé 7 jours)
- France : 5,1 millions de téléspectateurs[86] (première diffusion)

- Frances Fisher (Antonia Slade)
- Jason Denuszek (Claude Barlow)
- Rebecca Lincoln (Cheryl Morrissey)
- Rick Peters (Warden Bart Shulman)
- Jason Caceres (Jimmy Bennett)
- Reid Miller (Adam Morrissey)
- Brandon Alan Makovy (Orel Wilbur)
- Chad T. Wood (Juan Lopez)
- R. Charles Wilkerson (Tyrell Curtis)
- Abby Donnelly (Helen McGill)
- Louie Enriquez (Hector Ramon)
- Brendan Chadd Thomas (Sam Meckler)

- D'introduction : « Ne savez-vous pas qu'il vient une heure au milieu de la nuit où tout le monde doit faire tomber son masque ? » de Søren Kierkegaard.
- De conclusion : « Aucun homme ne connait vraiment ses semblables. Le mieux qu’il puisse faire, c’est de supposer qu'ils sont comme lui. » de John Steinbeck.

### Épisode 22:La Grande Évasion
- États-Unis /  Canada : 4 mai 2016 sur CBS[87] / CTV
- Belgique : 12 septembre 2016 sur RTL-TVI
- France : 21 décembre 2016 sur TF1

- États-Unis : 8,84 millions de téléspectateurs[88] (première diffusion)
- Canada : 2,45 millions de téléspectateurs[89] (première diffusion + différé 7 jours)
- France : 5,32 millions de téléspectateurs[90] (première diffusion)

- Frances Fisher (Antonia Slade)
- Sheryl Lee Ralph (Hayden Montgomery)
- Patrick Bristow (Asher Douglas)
- Matt Battaglia (Capitaine Grant Howard)
- Bodhi Elfman (Peter Lewis)
- James Shanklin (Timothy Ritchie)
- Rif Hutton (Warden Bryan Nabb)
- Jonathan Camp (Eric Rawdon)
- Travis Johns (Johnson)
- David L. M. McIntyre (Leonard Ennis)
- Mekhai Andersen (Henry LaMontagne)
- Cade Owens (Jack Hotchner)
- Michael James Lazar (un garde)
- David Patykewich (Spooky Prisoner)

- D'introduction : « La mer est dangereuse et ses tempêtes terrifiantes. Mais ces obstacles ne constituent pas une raison suffisante pour rester à terre. » de Fernand de Magellan.
- De conclusion : « La ligne de partage entre le bien et le mal traverse le cœur de chaque homme. » d'Alexandre Soljenitsyne.